# Tetragona clavipes
Tetragona clavipes är en biart som först beskrevs av Fabricius 1804.  Tetragona clavipes ingår i släktet Tetragona och familjen långtungebin. Inga underarter finns listade i Catalogue of Life.